# Ken Boothe
Ken Boothe OD (Denham Town, Kingston; 22 de marzo de 1948) es un cantante jamaicano. 

## Biografía
Ken Boothe nació en una zona de Kingston llamada Denham Town, fue el menor de 7 hijos y empezó a cantar en la escuela. En los últimos años de la década de los 50 comenzó a grabar sus primeras canciones formando un dúo junto a su vecino "Stranger Cole", el grupo se llamaba "Stranger & Ken". Las primeras canciones publicadas aparecieron en 1963 y fueron "Hush Baby" en el sencillo "Last love" de Cole's Island Records y el sencillo "Thick in love" con R&B Records. Durante los dos años siguientes "Stranger & Ken" publicaron sencillos de cierto éxito como "World's Fair", "Hush" o "Artibella". Ken Boothe también grabó en formato dúo con Roy Shirley (bajo el nombre Roy & Ken) el sencillo "Paradise" lanzado al mercado en el año 1966.
Su carrera como cantante solista vieron la luz en 1966 después de que el mítico Clement "Coxsone" Dodd le ofreciera firmar por el sello Studio One. Ese año también grabó canciones para Phil Pratt y Sonia Pottinger. Se podría decir que tuvo un éxito inmediato, en 1967 comenzó una gira importante con Alton Ellis por el Reino Unido de ka mano de Studio One y los Soul Vendors como "backing band". Ese mismo año grabó temas como "The Train Is Coming" acompañado por The Wailers o éxitos como "Lonely Teardrops". En aquellos tiempos Dodd le otorgó el título con el que sería recordado hasta la fecha: "Mr. Rock Steady". Su relación contractual con Dodd concluyó en 1970 cuando se incorporó al elenco de "Leslie Kong's Beverly's Records" donde su éxito continuó con canciones como "Freedom Street" y "Why Baby Why".
Tras la muerte de Kong, a principios de los 70', Boothe grabó para muchos de los productores Jamaicanos más reputados, entre ellos Keith Hudson, Herman Chin Loy, Vincent "Randy" Chin, y Phil Pratt. Tras esto formó el grupo Conscious Minds con B.B. Seaton.
Por primera vez bajo la dirección del productor Lloyd Charmers, Boothe sacó "Everything I Own" con Trojan Records y alcanzó el número uno en la lista de sencillos del Reino Unido de 1974. La canción, escrita por David Gates, tenía un alegre toque reggae y fue ampliamente difundida alcanzando una audiencia notable en las zonas caribeñas, también sonó mucho en las radios inglesas. El grupo del propio David Gates', Bread, obtuvo un éxito menor con la canción en la primavera de 1972 que alcanzó el número 32.
Un hecho insólito sobre la versión de Boothe es que canta 'Anything I Own', en lugar de 'Everything I Own', es decir que el título de la canción nunca es cantado. Aunque ha habido otros ejemplos de esto en los número uno de los UK Singles Chart tales como "Bohemian Rhapsody"; "Unchained Melody"; "Annie's Song"; "The Chicken Song"; y "Space Oddity"; Boothe fue el único que lo hizo por error.
Durante la década de los 70 Boothe solo consiguió otro éxito más (y con este ya sumaban 11) en las listas inglesas, el tema se llamaba "Crying Over you", with Trojan Records' collapse and a split with Charmers losing much of the momentum built up by his two hits.
En 1987, junto con Dillinger y Leroy Smart, Boothe participó en la canción de The Clash's "(White Man) In Hammersmith Palais".
Boothe se volvió a unir con Charmers en los últimos años de 1970 donde una renacida Trojan Records sacó el álbum "Blood Brothers" y Who Get's Your Love, pero la unión resultó de corta duración. He continued to record during the 1980s and had a few hits during 1986 and 1987.
En 1987, Boy George sacó una versión de "Everything I Own" que alcanzó o se acercó al número uno en muchos países.  Esta versión se acercaba mucho más al estilo de Ken Boothe que al de la canción original de Bread. Esto renovó el interés por la versión de Boothe que fue reeditada el mismo año alcanzando la posición número 88 en el Reino Unido.
Más recientemente, Boothe ha grabado para Bunny Lee, Phil Pratt, King Jammy, Pete Weston, Jack Ruby, Hugh "Red Man" James, Castro Brown y Tappa Zukie. Incluso se alió con Shaggy para rehacer con un nuevo estilo su antiguo éxito "The Train Is Coming" el tema aparecía en la banda sonora de la película, Money Train.
Una revisión de la carrera de Ken Boothe, en forma de disco doble de Trojan, apareció en el mercado gracias a la discográfica.
En 2003 Boothe fue galardonado por su contribución a la música Jamaicana con la Orden de Jamaica por el gobierno.

## Discografía

### Álbumes
- Mr. Rock Steady (1968), Studio One
- More of Ken Boothe (1968), Studio One
- Freedom Street (1970), Beverley's
- The Great Ken Boothe Meets B.B. Seaton and The Gaylads (1971), Jaguar
- Boothe Unlimited (1972), Federal
- Black Gold and Green (1972), Trojan
- Everything I Own (1974), Trojan
- Let's Get It On (1974), Trojan
- Blood Brothers (1976), LTD
- Live Good (1978), United Artists
- Disco Reggae (1978), Phil Pratt
- Who Gets Your Love (1979), Trojan
- I'm Just a Man (1979), Bunny Lee - también editada como Memories
- Showcase (1978), Sonic Sounds
- Reggae For Lovers (1979), Generation
- Got To Get Away Showcase (197?), Phil Pratt
- Imagine (1986), Park Heights
- Don't You Know (1987), Tappa
- 2 of a Kind (1987), Tuff Gong - split with Tyrone Taylor
- Talk to Me - (1989)
- Power of Love (1993)
- Natural Feeling (1995), Jamaica Authentic
- Acclaimed (1996)
- Love is the Ultimate (2003), Upstairs Music

### Compilaciones
- A Man and His Hits (1974), Studio One
- "Mr" Boothe (Everything I Own) (197?), Wildflower
- Rock on Love (1995), Jamaican Classics
- Sings Hits From Studio 1 & More (1997), Rhino
- Groove To The Beat (1999), Jamaican Gold
- Crying Over You (2001)
- You're No Good (2006), Attack
- Crying Over You (2000), Trojan

### Sencillo de éxito en Reino Unido
- "Everything I Own" - (1974) - UK #1
- "Crying Over You" - (1974) - UK #11